# 非線形光学
非線形光学（ひせんけいこうがく、英語：nonlinear optics）とは、非常に強い光と物質が相互作用する場合に起きる、非線形の（つまり、光の電磁場に比例しない）物質の多彩な応答（現象）を扱う分野。レーザーの出現によって発展した分野であるが、レーザー自体の中でも非線形光学効果は本質的な役割を果たし、その特性をも支配する。
量子光学と深く関連している。
屈折率や吸収率など光学材料の光学定数は、光が弱いときは定数とみなせる。しかし、光が強くなる（非線形性を考える必要がある）と光強度に依存して変化するようになる。このように、光の物質の相互作用の非線形性に由来する現象を非線形光学現象という。

## 代表的な非線形光学現象
光高調波発生
ある周波数の入射光によって、物質から整数倍の周波数の光が放出される現象。非線形光学効果の中でも最も早く観測された基本的な過程であり、中でも2倍（第二高調波発生：SHG）、および3倍（第三高調波発生：THG）の周波数の光を放出する過程は重要。主な応用はレーザー光の短波長領域への波長変換である。
光混合
位相整合条件下で、異なる複数の周波数の入射光によって、それらのいずれとも異なる結合周波数の光を物質から発生する現象。和周波発生、差周波発生ともいう。光混合は光高調波発生の一般化と取り扱えるが、周波数が異なる二つの光が入射するという点で区別される。量子力学的には、和周波発生は周波数{\displaystyle \omega _{1}}と{\displaystyle \omega _{2}}の二つの光子が消滅して和周波数{\displaystyle \omega _{3}=\omega _{1}+\omega _{2}}を持つ一つの光子が生まれる現象のこと（差周波発生では周波数{\displaystyle \omega _{3}=\omega _{1}-\omega _{2}}を持つ一つの光子が生まれる）。差周波発生の過程は光パラメトリック増幅とも関連付けられる。これらの現象の発見により、様々な周波数に光を変換できるようになった。これらを考えるときに、Manley-Roweの関係式が用いられる。
光パラメトリック効果
放出される2つの光の周波数の和が入射光の周波数に等しい現象。周波数変換という観点において、光混合と共に語られることもある。光パラメトリック増幅器、光パラメトリック発振器、誘導ラマン散乱、コヒーレントラマン散乱、誘導ブリュアン散乱、誘導コンプトン散乱、四光波混合など。
多光子遷移
複数個の光子を同時に吸収または放出して、光子のエネルギーの和または差に相当する固有状態に遷移する現象。一般にn光子遷移は、nが奇数の場合は遷移の初期および終了状態の間に偶・奇、nが偶数なら偶・偶あるいは奇・奇のパリティ則がある。n=2の最も簡単な場合、2つの光子を同時に吸収する2光子吸収と、1つの光子を吸収して1つの光子を放出するラマン散乱がある。ただし、誘導ラマン散乱、コヒーレントラマン散乱は非線形光学過程であるが、通常のラマン散乱（自然放出ラマン散乱）は、非線形光学過程には分類されない。高感度、高分解能の分光法や同位体分離などに利用される。
非線形屈折率変化
通常は光強度に依存しない媒質の屈折率が、入射光強度が強いために媒質中に屈折率分布を作る現象。屈折率を複素数に拡張して議論することで、２光子吸収も非線形屈折率変化として扱える。ビームが媒質中で一点に収束したり（自己収束）、周波数が変調を受けたり（自己位相変調）、透過光の強度が入射光強度の履歴に依存したり（光双安定性）と、現象は多彩。自己収束は光学部品の破壊の原因ともなるので、大出力レーザーにおいては重要な技術的問題であり、自己位相変調はレーザーの超短パルス化や光ファイバーを用いた情報通信技術に、光双安定性は光スイッチング技術にそれぞれ重要。
電場依存屈折率変化
媒質の屈折率が、媒質にかけられた電場に依存して変化する現象。非線形屈折率変化の一種である。電気光学効果と呼ばれ、二次および三次の非線形光学効果としてポッケルス効果、カー効果が知られる。可動部品の不要な焦点可変レンズなどに利用される。
位相共役鏡
TBD。補償光学の実現法として研究されている。
非線形光学効果はどんな物質にも現れるために、通常の気体、液体、固体はもとより、プラズマ、生体、粒子ビームなども対象となる。また非線形光学では現象そのものが研究対象になるだけでなく、光の発生、制御、測定などの光エレクトロニクス、非線形光学効果を通じて物性を探る非線形分光学、さらにはそれらの知識や技術を利用したレーザー工学など広い応用分野がある。

## 理論
パラメトリックで "瞬間的な"（すなわち、材料はKramers-Kronigの関係によって無損失かつ無分散でなければならない）非線形光学現象は、光場があまり大きくない場合、時間tにおける誘電分極密度（単位体積あたりの電気双極子モーメント）P(t)を電場E(t)でテイラー級数展開することによって記述することができる：
{\displaystyle \mathbf {P} (t)=\varepsilon _{0}\left(\chi ^{(1)}\mathbf {E} (t)+\chi ^{(2)}\mathbf {E} ^{2}(t)+\chi ^{(3)}\mathbf {E} ^{3}(t)+\ldots \right),}
係数χ(n)は媒質のn次の非線形感受率であり、このような項の存在は一般にn次の非線形性と呼ばれる。偏光密度P(t)と電場E(t)は、簡単のためスカラーとみなす。一般に、χ(n)は、パラメトリック相互作用の偏光依存性と非線形材料の対称性（または欠如）の両方を表す(n + 1)次テンソルである。